# Томара Степан Іванович
Степа́н (Стефа́н) Іва́нович Тома́ра (бл. 1640, Османська Греція — 1715, Переяслав) — державний і військовий діяч Гетьманщини, переяславський полковник (1708-1715). Великий землевласник.

## Походження
Народився близько 1640 року в історичній області Епір у Греції (тоді входила до складу Османської імперії) в родині купця Івана (Яна) Томорки. Мав родичів на Сицилії. Не пізніше 1649, «в разсуждении согласия религии», батько оселився на Лівобережній Україні (згаданий у Реєстрі Війська Запорозького як козак Третьої Переяславської полкової сотні). Тримав крамницю «турських» (турецьких) товарів у Переяславі, користувався покровительством полковника і наказного гетьмана Якима Сомка. У 1667 був «військовим індуктором» (збирачем податків) для гетьмана Івана Брюховецького. 1668 перейшов на службу до Петра Дорошенка, переселився до Канева. Виконував дипломатичні доручення правобережного гетьмана. 1676 повернувся до Переяслава.

## Життєпис
Степан Іванович Томара разом з братом Василем 1676 року поступив на службу до гетьмана Івана Самойловича «гетьманським дворянином» (ад'ютантом). 1681 очолив Домонтівську сотню Переяславського полку, проте вже наступного року поступився урядом іншому іноземцеві — Тодорашкові Волошину. 1683 вдруге обійняв уряд домонтівського сотника.
Брав участь у Кримських походах 1687 і 1689. 1687 був серед коломацьких змовників проти гетьмана Самойловича. У 1689 вперше став наказним переяславським полковником. 16 травня 1689 дістав тяжке поранення у битві з кримськими татарами в Чорній Долині. Того ж року позбувся сотництва на користь Андрія Костенка.
Втретє обраний домонтівським сотником у 1692. У 1694 перейшов на уряд переяславського полкового осавула, який тримав 12 років. У 1695-1696 брав участь в Азовських походах. 1701 — у поході в Балтію та битві під Ерестфером проти шведського війська. 1704 — у поході в Польщу. З 1704 обіймав уряд полкового обозного. З невідомих причин не взяв участі у боях за Ляховичі у 1706, де майже весь Переяславський полк був узятий шведами в полон. З 1706 вдруге очолював полк як наказний полковник через перебування полковника Івана Мировича у полоні.
У жовтні 1708 Переяславський полк на чолі з Томарою спільно зі Стародубським полком, який очолював Іван Скоропадський, стеріг від шведів Смоленщину та північні кордони Гетьманщини. Вони були відрізані від основних сил Івана Мазепи московським військом, тому не змогли з'єднатися з гетьманом. Томара взяв участь у раді в Глухові 6 листопада, на якій Скоропадський був обраний гетьманом замість Мазепи, а самого наказного переяславського полковника затвердили як повного полковника.
У 1710 командував полком під час штурму Риги. У 1711, під час Прутського походу Петра І, здійснив допоміжний рейд на Кам'яний Затон.
Помер 1715 року у Переяславі, там же й був похований. Після його смерті виборів нового полковника не було до 1726, полком керували наказні старшини.

## Маєтки
1681 володів двором у Переяславі. 1 березня 1689 отримав гетьманський універсал на володіння селами Богушковою Слобідкою, Бубнівською Слобідкою та Підставками з млином на річці Супої (підтверджено у 1692 жалуваною грамотою). 15 березня того ж року придбав греблю на річці Сулі під Домонтовом у військового товариша Івана Шастного за 100 злотих. 1698 як посаг за дружину Лизогубівну отримав млини на греблі Межиріцькій.
12 грудня 1696 придбав двір у Переяславі у Київського Микільського монастиря. 7 лютого 1698 — двір з плецом у Переяславі у священника Данила. 7 березня 1699 — двір з плецом у козака Феська Лисого. 21 травня того ж року — плец у Гайшині у Матвія Молчаненка. 11 лютого 1703 — хутір у селі Пристромах у брата Василя Томари. 20 червня того ж року — плец у Переяславі у Кузьми Хлюптевича. 16 квітня 1705 — плец Сомковський у вороньківського сотника Івана Берла. 9 грудня 1706 — хутір у Переяславі за річкою Трубежем у Лавріна та Юрка Петренків. 12 травня 1707 — там же хутір у Івана Солодовника. 13 травня того ж року — там же плец у вдови Василя Соломки.
3 липня 1707 отримав гетьманський універсал на греблю на річці Рось. 14 листопада 1708 (після участі у Глухівській раді) — царську грамоту на Биків, Вороньки, Веприк, Білоцерківці, Козацьке, Красне, Усівку та Кулажинці. 20 листопада того ж року отримав універсал гетьмана Івана Скоропадського на Горобіївку та Хмільну у Канівському полку на Правобережжі. 23 вересня 1709 отримав гетьманський універсал на ґрунти біля Богуслава на річці Чеборті (?).
На ранг полковника тримав Скопці, Великий Крупіль, Козлів, Леляки, Помоклі, Вінинці, Хоцьки, Стовп'яги, Старе, Кальне, Войтівці, Лісняки (?), Соснову, Ташань, слободу Безуглівку (придбав), Семенівку (осадив).
2 липня 1714 отримав гетьманський універсал на Богушкову Слобідку, Нехайки, Войтівці та Коврайські Хутори. 3 грудня того ж року купив окіп і гай у козака Березанської сотні Степана Яненка. 14 грудня — ліс у Комарівці у військових товаришів Андрія Богданенка та Тимофія Степаненка. 21 січня 1715 — ліс і лан при селі Мала Каратуль в Олексія Чортонка.

## Родина
Першим шлюбом був одружений з Варварою Войтович. 1698 одружився другим шлюбом з Пелагеєю — донькою чернігівського полковника Якова Лизогуба. Пелагея Томара померла у 1715, невдовзі після чоловіка, у Прилуках, по дорозі до Глухова, куди вона їхала клопотатися перед гетьманом щодо чоловікової спадщини. Від двох шлюбів мав трьох синів і дев'ятьох доньок (більшість дітей від другого шлюбу).
- Син Василь (? — 1736) — наказний переяславський полковник (1715, 1730, 1731, 1735-1736), загинув у Кримському поході;
- Син Модест (світське ім'я невідоме) — архімандрит Михайлівського Золотоверхого монастиря.

Через шлюби дітей поріднився з козацько-старшинськими родинами Гриневичів, Кулябок, Черняхівських, Зарудних, Дуніних-Борковських, Марковичів, Саковичів, Кондратьєвих, Фридрикевичів, Леонтовичів, Синдаровських, Лисаневичів. За підрахунками В. Кривошеї, родинні зв'язки з Томарами у першій половині XVIII століття мали половина сотників і полкової старшини Переяславського полку. Шлюб доньки Феодосії з Григорієм Фридрикевичем — прийомним онуком Івана Мазепи — зробив Степана Томару свояком гетьмана.